# یواس‌اس سلفریدگ (دی‌دی-۳۲۰)
یواس‌اس سلفریدگ (دی‌دی-۳۲۰) (به انگلیسی: USS Selfridge (DD-320)) یک کشتی بود که طول آن ۹۵٫۸۳ متر (۳۱۴٫۴ فوت) بود. این کشتی در سال ۱۹۱۹ ساخته شد.